# Intel Core i5 14401E
O Intel Core i5-14401E é um processador da 14ª geração da Intel.

## Desempenho
Possui suporte para DDR4 e DDR5 ,  tecnologia da Intel Turbo Boost e Intel Hyper-Threading, ele é otímo para Desktops compactos e sistemas com consumo eficiente de energia, tarefas de escritório, navegação na web e entretenimento.
Também é um ótimo processador para jogos, superando o Intel Core i5 14400 .